# گونشتدت
گونشتدت (به آلمانی: Günstedt) یک شهر در آلمان است که در زومردا واقع شده‌است. گونشتدت ۸۱۶ نفر جمعیت دارد.